# Síndrome de Jervell e Lange-Nielsen
A síndrome de Jervell e Lange-Nielsen é um tipo de síndrome do QT longo que faz com que o músculo cardíaco se repolarize mais lentamente do que o usual. O distúrbio também costuma ocorrer com perda auditiva.
É uma condição genética autossômica recessiva que afeta cerca de 1,6 a 6  em cada 1.000.000 de crianças. É responsável por pouco menos de 10% de todos os casos de síndrome de QT longo.